# Auguste Piccard (PX-8)

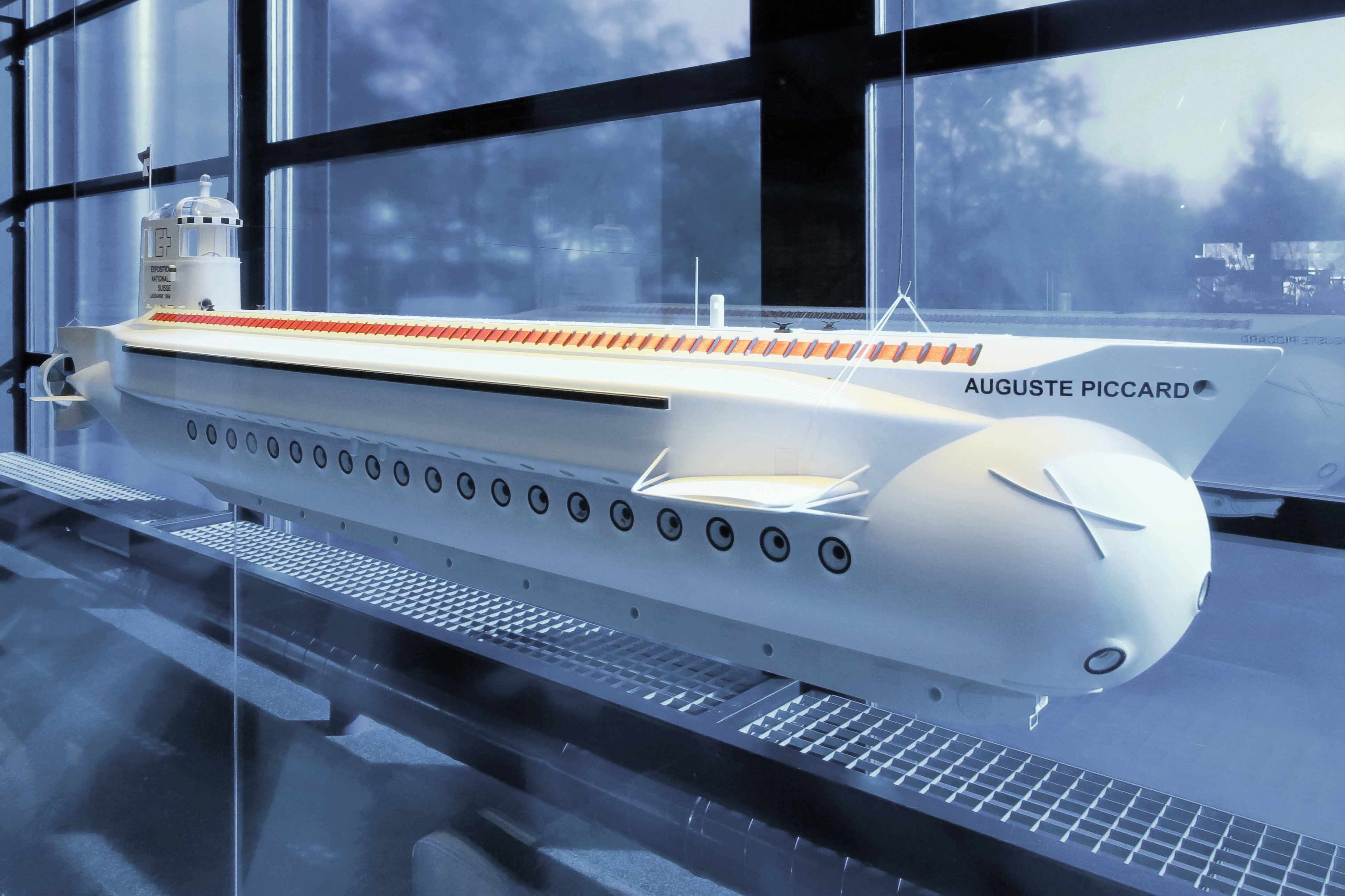
Jeden z modelů ve Švýcarském muzeu dopravy

Auguste Piccard známá také jako Mésoscaphe, je ponorka s lidskou posádkou navržená roku 1964 Jacquesem Piccardem, synem Auguste Piccarda. Je to první osobní ponorka na světě a byla postavena pro výstavu Expo 64. Zkonstruována byla ve výrobním závodě Giovanola v Monthey. První ponor se konal v Le Bouveret 27. února 1964. Má celkem 45 průzorů z plexiskla.
Auguste Piccard dosáhl celkem 1100 ponorů v Ženevském jezeře (s 33 000 návštěvníků) v letech 1964 a 1965 do hloubky přibližně 150 metrů. Jízda stála 40 švýcarských franků a byla hitem národní výstavy. Od roku 1969 do roku 1984 prováděl vědecké a průmyslové pozorovací ponory v Mexickém zálivu.
Loď je v současné době vystavena ve Muzeu dopravy Švýcarska v Lucernu. 